# Midgetville

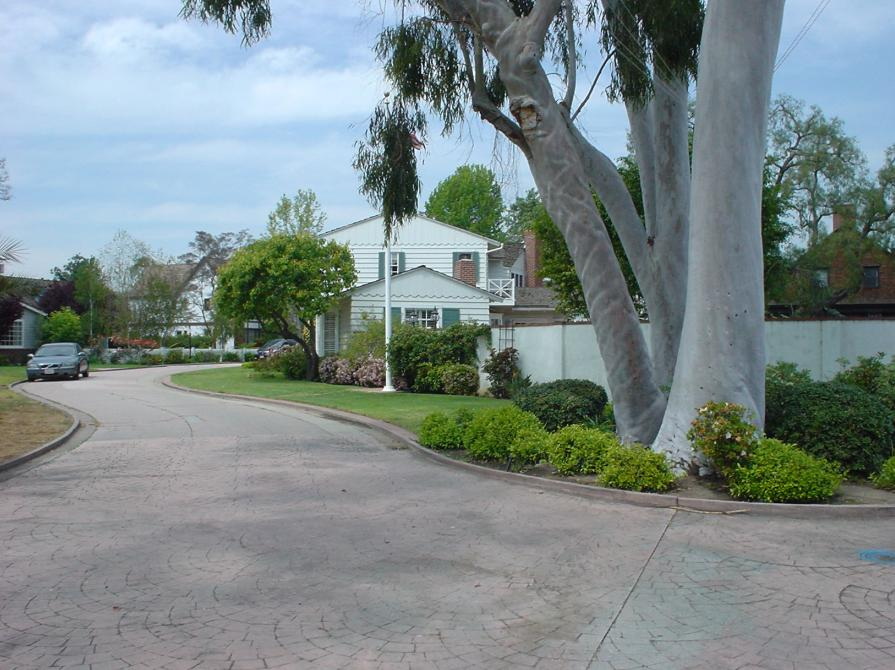
Khu La Linda nhìn về hướng Tây Bắc từ cổng vào được mệnh danh là là "Thị trấn Người lùn".

Midgetville (còn gọi là "thị trấn người lùn") đề cập đến các cộng đồng "người lùn" có thật hoặc mang tính huyền thoại, tức là những người có dạng lùn nhưng có thân hình cân đối bình thường, hoặc bộ sưu tập những ngôi nhà nhỏ "cỡ người lùn". Có thật hay chỉ là huyền thoại, chúng đều có lúc được ban cho những phẩm chất huyền ảo. Một số "có thật" này khả năng đều dựa trên thần thoại dành cho mục đích du lịch. Do đó, một số mô tả không có ý ám chỉ bất cứ điều gì liên quan đến người bình thường hoặc người thật bị bệnh lùn.

## Quận Fairfax, Virginia
"Midgetville" ở Vienna, Virginia, rất dễ nhìn thấy từ Đường mòn W&OD, là một tập hợp sáu ngôi nhà nhỏ đã bị phá bỏ vào năm 2008. Năm 1882, địa điểm này là một khu nghỉ mát nhỏ vào mùa hè mà mọi người hay đến thăm khi họ muốn thoát khỏi lối sống căng thẳng của thủ đô Washington, D.C. Năm 1892, khu vực này được Alexander Wedderburn mua lại. Năm 1901, cả khách sạn bị thiêu rụi nhưng một tòa nhà hai tầng có kích thước bình thường được xây dựng cùng thời điểm ở góc của khu nhà này. Năm 1930, một trong những con trai của Alexander Wedderburn tên là George góp phần dựng lên sáu ngôi nhà nhỏ kiểu Tây Ban Nha. Một khoảng sân ở giữa khu nhà đôi khi được sử dụng làm khu hội chợ hoặc chợ nông sản. Nhà Wedderburn còn thành lập Trường Âm nhạc Wedderburn trên địa điểm này trong một thời gian ngắn. Những ngôi nhà nhỏ này đều được đem cho thuê lại nhưng nơi này sau cùng lại bị bỏ hoang với đám cây thường xuân và cây cối mọc um tùm khắp nơi. Năm 2002, gia đình Wedderburn đành ký một thỏa thuận với các nhà thầu nhằm phá bỏ khu này và phát triển bất động sản nơi đây. Dù đề xuất từng gây ra một số tranh cãi nhưng Hội đồng Giám sát Quận Fairfax vẫn bỏ phiếu thông qua dự án này.  Giới chức trách địa phương bèn phá hủy những ngôi nhà nhỏ và dỡ bỏ cây cối vào đầu năm 2008 để nhường chỗ cho khu bất động sản mang tên "Wedderburn Estates."
Truyền thuyết địa phương này được củng cố là nhờ hai sự trùng hợp. Bailey's Crossroads gần đây được đặt theo tên Rạp xiếc Barnum & Bailey của gia đình Bailey, từng dùng làm nơi tổ chức xiếc thú mùa đông vào giữa thập niên 1800. Ngoài ra, Tysons Corner gần đó là nhà thuộc một trong những trụ sở của Rạp xiếc Barnum & Bailey. Hai sự kiện đó thường được sử dụng để chứng minh cho truyền thuyết rằng Midgetville là một ngôi làng nghỉ hưu dành cho nhóm người lùn làm xiếc. Truyền thuyết đôi khi được kể lại qua việc nhóm người lùn này có tính bài ngoại và hay ném đá vào những du khách hiếu kỳ hòng đuổi họ đi cho khuất mắt.

## Xã Jefferson, New Jersey
Nằm gần Milton, Xã Jefferson, New Jersey đã trở thành chủ đề của các truyền thuyết thành thị về một cộng đồng Midgetville. Những ngôi nhà nằm trên một con đường đất vắng vẻ. Có ít nhất sáu ngôi nhà nhỏ với cửa ra vào nhỏ, cửa sổ nhỏ và đồ đạc nhỏ bên trong. Một số có trang trí bên ngoài rất công phu. Có một ngôi nhà cỡ trung bình trong khuôn viên, là nơi sinh sống của một cặp vợ chồng cao tuổi, chiều cao trung bình.
Người ta đồn rằng Alfred Ringling nổi tiếng với Rạp xiếc Ringling Brothers đã cho xây dựng một vài ngôi nhà cỡ nhỏ có cửa ra vào cao 4 mét. Tuy vậy, những ngôi nhà hiện tại dường như đều được xây trong vòng 40 năm qua và một số ngôi nhà được xây bằng vách nhựa vinyl vốn không có vào thời Ringling. Du khách cho rằng cư dân "người lùn" có thái độ thù địch hoặc bài ngoại và do đó sẽ cầm súng dọa bắn người lạ.

## Long Beach, California
Truyền thuyết thành thị cho rằng với sự thành công của bộ phim kỳ ảo ca nhạc The Wizard of Oz, nhiều người lùn đã có được sự giàu có của mình nhờ đóng vai nhà Munchkins mua lại rất nhiều lô đất trong khu phát triển La Linda của Long Beach và xây cất nhà cửa có kích cỡ phù hợp với nhu cầu của họ. Nhiều người dân gọi La Linda một cách trìu mến là "Thị trấn Người lùn" và sự gần gũi của quá trình phát triển La Linda với các hãng phim cho phép họ đóng nhiều vai phụ trong các bộ phim từ thập niên 1940 trở đi.
La Linda trên thực tế lúc ban đầu là nhà của George H. Bixby, được chia nhỏ vào năm 1922 và hầu hết các ngôi nhà được xây dựng trước năm 1938

## Mississauga, Ontario
Năm 1945, Hội Văn hóa Canada Slovak đã thành lập một khu nhà nhỏ cộng đồng hẻo lánh tọa lạc gần Streetsville, Ontario tại Barbertown, nay là một phần của Mississauga, Ontario. Sự xa xôi, công trình nhỏ xíu và hàng rào khiến một số người dân địa phương tin rằng đó là một Midgetville.